# 메리 린 라이스커브
메리 린 라이스커브(Mary Lynn Rajskub, 1971년 6월 22일 ~ )는 미국의 배우이다.

## 출연 작품
- 펠리니를 찾아서 - 케리 역
- 나이트 스쿨